# ナンバンハコベ
ナンバンハコベ（南蛮繁縷、学名：Cucubalus baccifer var. japonicus ）は、ナデシコ科ナンバンハコベ属の多年草。別名、ツルセンノウとよばれる。

## 特徴
茎はよく分枝し、つるのように細長く横に伸びて長さは1.5 - 1.7mほどになり、他のものに寄りかかって生長する。緑色で茎には細毛が生え、節がある。
葉は長さ1 - 4mmの葉柄をもって対生し、葉の形は広披針形（こうひしんがた）から卵状楕円形で、先端は鋭尖。大きさは長さ2 - 9cm、幅1 - 2.5cmになり、葉縁はなめらかで、縁と裏面に毛が生える。
花期は夏から秋の7 - 10月にかけて咲き、枝分かれした小枝の先に1個の花を、横向きないし下向きにつく。萼（がく）は緑色で、合生して筒状の広鐘形になり、5中裂し、裂片は長卵形で長さ1 - 1.2cmあり、先端は鋭形になる。花弁は5個で離れてつき、白色、長さ約15mmで、途中から反り返り爪部は長く、舷部はくさび形となって2裂する。雄しべは子房より下位につき10本、花柱は3本ある。
果実は液果状の蒴果で黒色に熟し、径6 - 8mmの球形をしている。果実は裂開せず、中に多数の種子が入っている。種子の長さは約1.3mmの腎形で、光沢のある黒色になる。
- 花弁は離れてつく。

## 分布と生育環境
日本では、北海道、本州、四国、九州に分布し、世界では、中国の東北部、朝鮮半島、アムール、ウスリー、サハリン、千島などに分布する。山野に自生する。和名にナンバン（南蛮）とつくが、帰化植物ではない在来種である。

## シノニム
- Silene baccifera (L.) Roth var. japonica (Miq.) H.Ohashi et H.Nakai
- Silene baccifera (L.) Roth
- Cucubalus baccifer auct. non L.
- Cucubalus japonicus (Miq.) Vorosch.

## ナンバンハコベ属
ナンバンハコベ属に属する種は、ユーラシアの温帯に1種のみ存在する。ナンバンハコベ属 Cucubalus L. は、センノウ属 Lychnis L. とともに、マンテマ属 Silene L. に含める場合がある。